# Taxibilder
Taxibilder, egentligen Taxi-bilder, är en svensk TV-serie från 1984 med manus av Gunnel Berge och Mia Gröndahl. Den hade premiär i Sveriges Television den 7 mars 1984.
Serien kretsar kring familjen Billing. Morgan Billing har just avlidit och sönerna Leif och Rolle tar över hans taxirörelse. Bröderna grälar ofta och Leif hellre vill arbeta med fotografering.

## Rollista
- Gustaf Appelberg – Leif
- Margreth Weivers – Runa
- Kerstin Hellström – Rutan
- Jonas Falk – Rolle
- Anki Rahlskog – Karin
- Marianne Dahlberg – Katta
- Peter Wahlqvist – Preffe
- Sonya Hedenbratt – Signe
- Lars Magnus Larsson – Tomas
- Berith Bohm – Inger
- Rulle Löfgren – Eskil
- Svea Holst – Ingeborg
- Anna-Lisa Grönholm – Ester
- Gullan Johnsson – Alida
- Lars-Olof 'Loa' Ahlander – Stig
- Karl-Magnus Thulstrup – Stenberg
- Folke Walder – gamlingen
- Ann-Christin Magnusson – expediten
- Josefine Wahlqvist – barn
- Jon Åström – barn
- Janna Ali Davidsson – barn
- Lena Palm – Eeva
- Björn Andersson – Jonne
- Per-Erik Axelsson – Jonnes kompis
- Peter Hanborn – Rune
- Viveka Seldahl – Gunilla
- Jussi Larnö – Jorma
- Gunilla Stolpe – fotomodellen
- Per Larin – Janne
- Niklas Falk – Karl-Erik
- Torsten Näslund – Lennart
- Angela Fjällman – Annika
- Sven-Erik Johansson – grannen
- Bo Lyckman – Svenne
- Rune Jansson – tobakisten
- Yvonne Schaloske – Britta
- Ulf Qvarsebo – Ragnar
- Marit Falk – Lillian
- Sten Engborg – vicevärd
- Håkan Paaske – Roger
- Anders Turesson – Svante
- Harald "Bagarn" Andersson – fyllot
- Mikael Säflund – Stefan
- Sara Key – Lotta
- Herbert Moulton – gentlemannen
- Rolf Nordström – Blixten
- Stefan Sauk – Putte
- Olle Ljungberg – en man
- Lill Larsson – Fru Stenberg